# Mississippi (staat)
Mississippi is een van de vijftig staten van de Verenigde Staten, gelegen in het zuiden van het land. De standaardafkorting voor de "Magnolia State", zoals de bijnaam luidt, is MS. De hoofdstad is Jackson.

## Naam
De naam Mississippi betekent 'groot water' in ofwel de taal van de Ojibwa of een gerelateerde Algonkian taal.

## Geschiedenis
Het gebied dat nu de staat Mississippi vormt, werd oorspronkelijk bevolkt door indianenstammen. Op 10 december 1817 werd Mississippi formeel, als 20e, een staat van de Verenigde Staten.
Mississippi, dat veel slaven telde, stond tijdens de Amerikaanse Burgeroorlog aan de kant van de Confederatie.
Na de burgeroorlog was Mississippi een bolwerk van de Democraten. In 1948 ontstond er een breuk in dat bolwerk, toen Mississippi, Louisiana, Alabama en South Carolina de kandidatuur voor het presidentschap van Strom Thurmond, een voorstander van segregatie steunden.
De strijd tussen de zuidelijke staten en de federale hoofdstad Washington verplaatste zich aan het begin van het schooljaar 1962/63 naar Mississippi, waar de universiteit weigerde om de zwarte James Meredith in te schrijven. President Kennedy stuurde troepen om de toegang voor Meredith af te dwingen. Martin Luther King verwees hiernaar in de beroemde speech I Have a Dream die hij hield op 28 augustus 1963. Hierin zei hij onder meer: "I have a dream that one day even the state of Mississippi, a desert state, sweltering with the heat of injustice and oppression, will be transformed into an oasis of freedom and justice". (Vertaling: "Ik droom ervan dat op een dag zelfs de staat Mississippi, een woestijnstaat, verstikkend door de hitte van onrecht en onderdrukking, een oase van vrijheid en gerechtigheid zal zijn.") Ook in de film In the Heat of the Night uit 1967 komt Mississippi er slecht vanaf.

## Geografie
De staat Mississippi beslaat ruim 125.000 km², waarvan 121.606 km² land is. De staat behoort tot de Central tijdzone.
Mississippi ligt aan de Golf van Mexico en grenst in het noorden aan de staat Tennessee, in het westen aan Arkansas en Louisiana, in het oosten aan Alabama.
De belangrijkste rivier is de Mississippi, die de gehele westgrens definieert. De staat is vrij vlak; het hoogste punt is de top van Woodall Mountain (246 m).

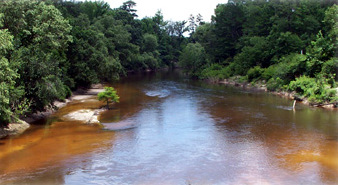
Black Creek in De Soto National Forest

## Klimaat
Mississippi heeft een vochtig subtropisch klimaat. De zomers zijn lang en de winters kort en mild. In juli komt de temperatuur op gemiddeld 28 °C uit, in januari op gemiddeld 9 °C.

## Demografie en economie

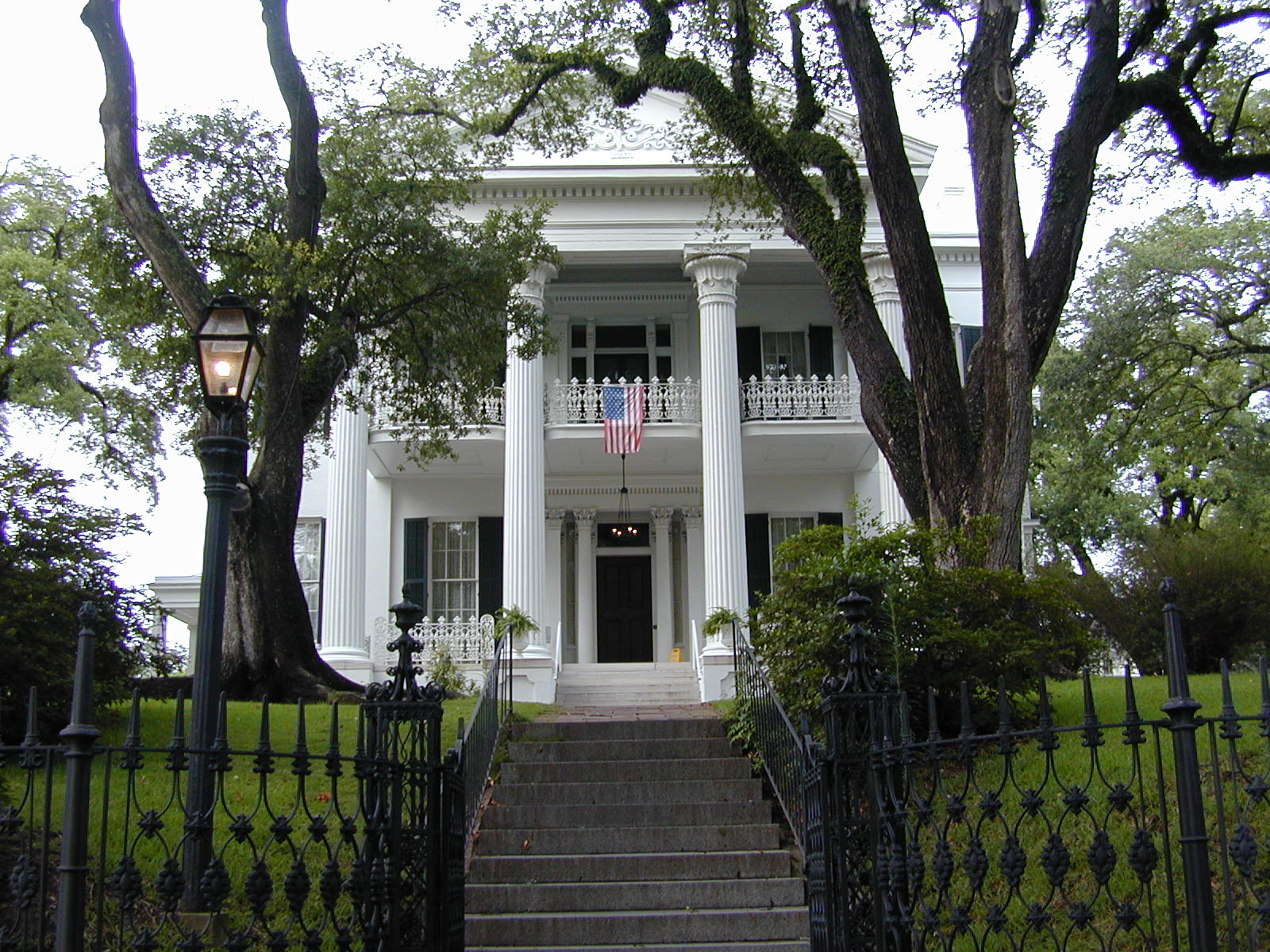
Statig huis in Natchez

Mississippi had anno 2006 2,9 miljoen inwoners met een gemiddelde dichtheid van 23 inwoners per km². De grootste stad is hoofdstad Jackson.
In 2006 bedroeg het bruto binnenlands product van de staat 84 miljard dollar. Het inkomen per hoofd van de bevolking is in Mississippi het laagst van heel de Verenigde Staten. Daar staat tegenover dat de kosten van levensonderhoud ook het laagst zijn.

## Bestuurlijke indeling
Mississippi is onderverdeeld in 82 county's.

## Politiek
Aan het hoofd van de uitvoerende macht van de staat staat een gouverneur, die direct gekozen wordt door de kiesgerechtigden in de staat. De gouverneursverkiezing van 2019 werd gewonnen door Tate Reeves van de Republikeinse Partij. Hij trad in januari 2020 aan als gouverneur van Mississippi. Tussen 2012 en 2020 was Reeves luitenant-gouverneur onder zijn voorganger Phil Bryant.
De wetgevende macht bestaat uit het Huis van Afgevaardigden van Mississippi (Mississippi House of Representatives) met 122 leden en de Senaat van Mississippi (Mississippi State Senate) met 52 leden.

## Trivia

Vlag van Mississippi, 1896-2020 (ratio 2:3).

- Omdat Mississippi op veel gebieden een slechte reputatie heeft en bij veel onderzoeken van alle staten als laagste scoort, bijvoorbeeld op het gebied van opleidingsniveau of levensverwachting, is het gezegde "Thank God for Mississippi" in zwang geraakt. Wanneer men in een andere staat geconfronteerd wordt met een lage klassering kan men met deze zin aangeven dat het eigenlijk nog wel meevalt omdat er gelukkig nog één staat is die er slechter voor staat.
- In de broektop van de oude vlag van de staat Mississippi staat het Confederatie-embleem. Op 9 juni 2020 besloten de Senaat en het Huis van Afgevaardigden van de staat om het embleem te verwijderen. Er werd een commissie ingesteld die voor 14 september 2020 met vijf voorstellen voor een nieuwe vlag zou komen. Twee daarvan werden in een referendum gehouden tegelijk met de presidentsverkiezingen van 3 november 2020 voorgelegd aan de kiezers. Zij kozen met een meerderheid van 73% de zogenaamde New Magnolia-vlag tot de nieuwe vlag van deze staat.[1][2]